# Fly Jinnah
Fly Jinnah ist eine pakistanische Billigfluggesellschaft mit Sitz in Karatschi. Es handelt sich bei der Fluggesellschaft um ein Joint Venture zwischen der Billigfluggesellschaft Air Arabia und der pakistanischen Lakson Group.

## Geschichte
Die Fluggesellschaft wurde 2021 als Joint Venture zwischen der pakistanischen Lakson Group als Mehrheitseigentümer und der emiratischen Fluggesellschaft Air Arabia gegründet. Im September 2022 bekam die Fluggesellschaft ihr erstes Flugzeug, im Oktober kamen zwei weitere hinzu. Somit begann Fly Jinnah den Flugbetrieb mit insgesamt drei Flugzeugen in der Flotte, die alle von der Mutterfluggesellschaft Air Arabia stammen. Die Fluggesellschaft erhielt ihr Luftverkehrsbetreiberzeugnis im Oktober 2022. Fly Jinnah nahm am 31. Oktober 2022 mit der Verbindung Karatschi-Islamabad den Flugbetrieb auf.

## Flugziele
Fly Jinnah führt ausschließlich Linienflüge innerhalb Pakistans durch.

## Flotte
Mit Stand März 2025 besteht die Flotte der Fly Jinnah aus sechs Flugzeugen mit einem Durchschnittsalter von 9,6 Jahren:
| Flugzeugtyp     | Anzahl | bestellt | Anmerkungen                              | Sitzplätze |
| --------------- | ------ | -------- | ---------------------------------------- | ---------- |
| Airbus A320-200 | 6      |          | fünf sind ehemalige Air Arabia Flugzeuge | 180        |
| Gesamt          | 6      | –        |                                          |            |